# ノーモア★ヒーローズ
『ノーモア★ヒーローズ』（ノーモアヒーローズ、NO MORE HEROES、略称: NMH）は、2007年12月6日に発売されたグラスホッパー・マニファクチュア開発、マーベラスエンターテイメントからプロデュース・発売のWii用ゲームソフト。ノーモア★ヒーローズシリーズの第一作であり、『killer7』に続く「殺し屋シリーズ」の第二弾である。アメリカでは2008年1月22日、ヨーロッパでは2008年3月14日に発売された。
発表当初はこの2社に加え、発売元がスパイクの3社共同プロジェクトを予定していたが、2007年6月22日にスパイクがプロジェクトから外れ、マーベラスエンターテイメント単独での発売になったことが公表された。
2010年4月15日にはPlayStation 3 / Xbox 360移植版の『ノーモア★ヒーローズ 英雄たちの楽園』が、翌2011年7月21日にはCERO：Z（18才以上のみ対象）となったPlayStation 3用ソフト『ノーモア★ヒーローズ レッドゾーンエディション』が発売。また、2020年10月28日にはNintendo Switchに移植されたリマスター版『No More Heroes』が発売され、更にSteamでも配信された。

## 概要
米国暗殺者協会（UAA）第11位の殺し屋に認定された主人公のトラヴィス・タッチダウンが10人のランカーを殺し、ランキングトップになることが目的のアクションアドベンチャーゲーム。グラスホッパー・マニファクチュアが過去に手掛けた『サムライチャンプルー』『BLOOD+ ONE NIGHT KISS』に続く剣戟アクションであり、本作も合わせて「ソードアクション三部作(sword action trilogy)」とも表される。
アメリカ西海岸をモデルとした街「サンタデストロイ」が舞台で、須田剛一が製作した作品としては、自由度の高いゲームシステムが特徴。本作では、過去に発表された須田のゲームでは要所では見られた「バカゲー」としての要素を、登場人物、物語、演出、設定、ゲームシステムやエンディングに至るまで、徹底して全面に散りばめている。また、日本製のゲームではあるが、デモシーンに限らずゲーム全体を通して台詞にいわゆる英スラングが無数に飛び交う。また、玉井健二と水口哲也がプロデュースするユニットである元気ロケッツの『Heavenly Star』がゲーム内に収録されている（Wii版のみ）。
全世界出荷ベースでは40万本ベース（国内出荷4万本、北米出荷20万本（セルスルー10万本以上）、欧州受注16万本）にも及ぶ。また、年末にはEdgeの「Top 30 of 2008」で9位、英国テレグラフ紙の「Top50」では8位、Gamasutra Best of 2008の4位にそれぞれランクイン。
日本版とドイツ版は残虐表現が抑えられており、作中で死亡した人間は灰のように崩れ去る独特の演出となっている。一方、北米版では人体欠損やおびただしい流血表現があり、後にこれらゴア表現を導入したバージョンも日本で発売されている。須田は北米の無規制バージョンが決定版なのかという質問には「何とも言えない」と答えており、日本版・ドイツ版のコインが吹き出る感覚がよりエキセントリックで好きだと語っている。

## ストーリー
殺し屋トラヴィス・タッチダウンは、ある夜、バーで出会ったとびっきりの美女に流れ者の殺害依頼を受けた。ターゲットはイケメン暗殺者・ヘルター・スケルター。壮絶な戦いの末、ヘルターを倒すことに成功したトラヴィス。そこに先日の美女・シルヴィア・クリステルが現れ、「全米殺し屋協会」（United Assassins Association。通称、UAA）のエージェントを名乗ってはトラヴィスを勝手にUAA第11位の殺し屋に認定する。「10人のランカーを殺してランカートップになりたくない?」というシルヴィアの提案にノリノリのトラヴィス。そしてトラヴィスのスリリングな物語が始まる。
ランキング戦のエントリーのために大金を稼がねばならず、トラヴィスは表と裏のバイトに勤しみつつランカーに挑んでいく。はじめこそノリと勢いだけで戦いに飛び込んだトラヴィスだったが、シルヴィアの掴み所のない態度に翻弄され、個性的を通り越した癖の強い殺し屋達と血で血を洗うランキング戦を繰り広げるうちに徐々に心境に変化が生じる。その中でも、自身を父の仇と狙う少女シノブだけは腕を切り落としつつも命は助けた。謎の男ヘンリーの横槍で獲物を取られたり、師匠のサンダー龍を喪うなどのハプニングはあれど、ランキング戦を勝ち進んでいくトラヴィス。
しかし、残り2戦という段階でシルヴィアは職務放棄して失踪してしまう。ランキング2位になったトラヴィスは協会に電話で直談判を試みるが、繋がった相手はシルヴィアの母であった。その母によると、全米殺し屋協会など存在せず、全ては詐欺師であるシルヴィアのブッキングであったという。戦う理由を無くしたトラヴィスだったが謎の敵にバイクを奪われ。追い掛けるうちに流れで最後の敵に挑む羽目に。ランキング1位ダークスターはトラヴィスの父を名乗り、自身が妻と共に息子の前で死んだと語り、トラヴィスに両親が殺された記憶が蘇る。しかし直後、背後から何者かに殺害される。その人物とはトラヴィスの元恋人ジーンであった。トラヴィスは両親を殺したジーンに復讐する為に殺し屋になったのであり、あの夜はバーで酔い潰れて身の上をシルヴィアに語っていた。全てはこの瞬間のためのマッチメイクであった。そしてジーンの正体はトラヴィスの異母妹だった。最後の死闘を繰り広げるトラヴィスとジーンだったが、とうとうジーンの手刀がトラヴィスを貫く。その瞬間、シノブが現れてジーンの腕を切り落とし、トラヴィスは妹を斃した。
ようやく戦いが終わったと思われた矢先、トラヴィスの自宅をランキング1位を狙う殺し屋が奇襲する。用足し中で無防備のトラヴィスは絶体絶命の危機に晒されるが、その彼を救ったのはヘンリーだった。ヘンリーの挑戦を受け、正々堂々と切り結ぶトラヴィス。戦いの中、なんとヘンリーはトラヴィスの双子の兄でシルヴィアの夫だという衝撃の事実を次々と明かす。唐突な展開にストーリーの収拾がつかなくなってしまうが、二人は構わず戦い続けるのであった。

## ゲームシステム

### ゲームの流れ
10人のランカーを殺害してランキングトップになる事が最終目的であるが、1つ上のランカーに挑むには多額の参加費が必要。そこで、特定の施設でバイトや殺し屋としての依頼を探し、稼いだお金（LB$）をUAAに振り込んでランキング戦への挑戦権を得る。そのランキング戦に勝利することで、初めて新たなランカーに認定されるという形になる。稼いだお金は武器の強化やトラヴィスの着るTシャツの購入に使うことも可能。

### 探索
舞台となるサンタデストロイの街はオープンワールドとなっており、各地に施設やフリーファイトミッションなどが点在する。徒歩で回るには広過ぎるため、バイク「シュペルタイガー」に乗って移動する。フィールド上では敵は登場せず、戦闘はフリーファイトミッションか殺しのミッションでのみ行われる。目的地に瞬時に移動するファストトラベル機能は無く、海に転落すると自宅に戻される程度である。
NO MORE HEROES
拠点となるモーテル。トラヴィスの自宅は207号室で、トイレ（セーブ）、食事（回復）、トレーディングカードの鑑賞、ビデオ観賞、ジーンとの戯れ、着替えが可能。
『メメント』に登場するホテルの設定から着想を得ている。
ATM
モーテルのすぐ近くにあるATM。エントリー料の支払いはここで行い、規定の料金を支払えばランカー戦に臨める。
職業不安定所
名前に「不」が付いているが、仕事を紹介してもらえる職業安定所。バイトミッション（ミニゲーム）が受注可能。
K-ENTERTAINMENT
広告代理店だが裏の仕事の斡旋も行なっている。バイトミッションよりも実入りの良い殺しのミッション（戦闘）を紹介してもらえるが、受注にはバイトミッションで信頼を勝ち取る必要がある。
ビーフ・ヘッド
ビショップのビデオショップ。プロレス技を取得するビデオが買える。
エリア51
マスク・ド・UHが経営するセレクトショップ。Tシャツが買える。
ナオミ研究所
ナオミ博士の研究所。ビーム・カタナの強化が行える。
サンダー龍興業事務所
サンダー龍の事務所。トレーニングをクリアして能力強化が行える。
ゴールド街
ロビィコフが飲んだくれているバー「bar plastic model」があり、ロビィコフボールを持っていくと技を教えてもらえる。
フリーファイトミッション
各所に点在する戦闘ステージ。クリアすると報酬が貰える。K-ENTERTAINMENTで受注しなくても挑戦可能だが、敵から一撃喰らうと即失敗となる。成否に関わらず挑戦後はアイコンが消えて再挑戦不可となるが、時間が経つと復活する。

### 戦闘
戦闘は主にトラヴィスの武器「ビーム・カタナ」を使って進めていく。
基本攻撃はAボタンで繰り出し、とどめを刺す際にWiiリモコンを振る形となる。基本攻撃はWiiリモコンを傾ける角度によって上段・下段と斬り分ける事が可能。上段攻撃は素早く繰り出すことが出来、下段攻撃は大振りだがリーチが長く、攻撃力が高い。Aボタンを長押しすれば溜め攻撃が繰り出せる。
ビーム・カタナを使用するには電力を要し、充電が切れるとビーム・カタナは使えなくなってしまう。その場合落ちているバッテリーパックを拾う、Wiiリモコンを振って非常用チャージをするなどして電力回復（リロード）する必要がある。
また、ビーム・カタナ以外にもスープレックスなどといったプロレス技による攻撃が可能。
メインストーリーであるランキング戦では、まずは雑魚敵を倒しながら進むアクションステージに挑戦する。ステージを最深部まで到達するとボスキャラクターであるランカーとの対決が始まる。ランカーに勝つとランキングが上昇し、ストーリーが進行する。また、アクションステージは場合によっては全く別のゲームが始まることもあり、ランカー戦も必ずしも指定の相手との戦いが起こるとは限らない場合もある。
ランキング戦でトラヴィスの体力が0になると「今のランキング戦をもう一度挑戦する」か「サンタデストロイの街に戻る」のどちらかになる。

### 日本版と北米版の相違点
- 一部の残虐な表現があるムービーシーンの修正。
- 出血量は北米版が若干多い。
- 日本版では敵を倒すと灰のように崩れ落ちるが、北米版では敵の首が落ちるなどの人体欠損が起こり、おびただしい流血表現がある。イベントムービーも同様。

#### 「英雄たちの楽園」とWii版の相違点
- HD仕様に伴い、グラフィックが大幅に向上している。キャラクターのディテールもより原画に近づいている。
- 日本語吹替が追加収録。
- ゲームパッドによる操作となっている。
- 元気ロケッツの「Heavenly Star」に代わり、アレンジサントラに収録された楽曲等を使用している。
- スロットで得た必殺技をストック出来る。
- 自宅で既に見たボス戦などのデモシーンを見る事が出来る。
- 使用したプロレス技が表示される。
- 360版は区分がZ指定であり、残酷描写は海外版準拠となっている。

等いくつかの変更点がある。
「英雄たちの楽園」では、PS3版・Xbox 360版共に頻発するフリーズや異常に長いロード、ムービーの音ズレ、放っておけば大量に溜まりフリーズや本体の故障を引き起こす原因となるキャッシュの問題等に対して苦情が相次いだ。
現在は音ズレや実績関係の細かいバグが修正されたパッチが配布されているが、依然としてフリーズやロードの問題は解決していない。

#### 「英雄たちの楽園」と「レッドゾーンエディション」の相違点
- Z指定となり、北米版同様の出血・身体の一部欠落表現が追加。
- PlayStation Move対応。これによりWii版に近い遊び方が可能になった。通常コントローラーも使用可能。

ただしSIXAXISコントローラーでは動作しない症状が起きている（7/26配信のパッチで修正）。
- 『NMH2』から5人のボスが追加参戦。
- 未収録となっていたミッションを追加。
- 初回ダウンロードコンテンツによってバイクのカラーリングと、新たなビーム・カタナが追加される。
- テクスチャ解像度の向上。より鮮明な映像となっている。
- 価格が安くなっている。
- 日本語吹替が廃止。
- 前作にあったバグ関係は修正されている。またロード時間も短縮されている。

#### リマスター版の相違点
- 北米版のリマスターをローカライズしたものであり、タイトルに日本語の『ノーモア★ヒーローズ』の表記は無い。
- 表現も「レッドゾーンエディション」同様、Z指定で北米版準拠。
- ディテールは「レッドゾーンエディション」をより向上させたものとなり、60fps化による滑らかな挙動となった。
- Nintendo Switch版はJoy-Con対応で、Wii版に近い遊び方が可能となっている。
- ゲーム内容自体はオリジナル版準拠であり、「英雄たちの楽園」と「レッドゾーンエディション」の追加要素は未収録。

## 登場人物

### ランカー
トラヴィス・タッチダウン（Travis Touchdown） 第12位
声：ロビン・アトキン・ダウンズ/中井和哉
本作の主人公。ジャパニメーション、格闘技、映画オタクのしがない青年殺し屋。中でも劇中劇の魔女っ娘アニメ『純白の恋人 ビザールジェリー』をこよなく愛している。ライトセーバーに似た武器「ビーム・カタナ」を使うのも『スター・ウォーズ』好きが高じたもの。27歳。
UAAランキング第11位の暗殺者ヘルター・スケルターを倒したことでUAAランキング第11位に新たに認定されてしまう。シルヴィアに乗せられてUAAランキング1位を目指す。殺し屋らしく、敵を殺すことに躊躇はない一方で女性に弱いところがある。
モデルとなったキャラはMTVの人気番組『ジャッカス』のメンバーであるジョニー・ノックスヴィルで、第10代無差別級キング・オブ・パンクラシストで第7代UFC世界ヘビー級王者のジョシュ・バーネットも部分的にモデルにしている。また、ビーム・カタナは『スター・ウォーズ』そのものではなく、そのパロディである『スペースボール』から着想を得ている。
ヘルター・スケルター（Helter Skelter） 第11位
声：ディー・ブラッドリー・ベイカー
白い長髪に赤い瞳、胸を大胆に開けたシャツを着込んだ、流れ者の美形暗殺者。年齢不詳。
武器は二丁拳銃と超小型ミサイル・ガトリング・剣を仕込んだ両腕にはめる筒。葉巻を愛飲している。流れ者の殺害依頼を受けたトラヴィスの手で殺される。トラヴィス曰く「強いのか弱いのかもよくわからない奴」。ニヒルでクールな、典型的ダークヒーロー像を皮肉ったようなキャラクター。
因みにヘルター・スケルターとトラヴィスのバトルは、ゲーム中ではオープニングのワンシーンに途切れ途切れに使われているのみ。発売前のトレーラーでは戦闘シーンの完全なバージョンを見ることができる。
デスメタル（Death Metal） 第10位
声：J・グラント・アルブレット/成田剣
サンタデストロイのはずれの豪邸に住む男。表社会ではタウンゼント伯爵の名前で通っており、「デスメタル」は職業名である。55歳。
聖剣（ホーリーソード）とあだ名される凄腕であり、企業専属の殺し屋であるらしい。全身の刺青が特徴で、背中には「六道最下層」と入れられている。毎日のように美女達を招いて刹那的な日々を送っている。
武器はオレンジ社製のビーム・カタナの一種。身の丈ほどもある大型のビーム・カタナでのダイナミックな剣技に加え分身なども使う。
「ただ強い奴を決める」ためだけにランカートップを目指すトラヴィスを見て「何も分かっていない」と忠告した。
『TSA』のアドベンチャーパートには息子のデスメタルJr.が登場する。
ドクター・ピース（Dr. Peace） 第9位
声：リチャード・マッゴーネイグル/大塚周夫
黒い噂の絶えない悪徳刑事。ダンディな髭に、どことなくウェスタン映画を思わせる服装をしている。50歳。
武器は黄金の改造リボルバー2丁。不正捜査、密売、横流しなど悪行ならなんでもござれの、人呼んで“犯罪のデパート”。離婚歴があるらしく、ランカー戦の前に高級レストランで食事を取り娘とカラオケに行ったらしいが、一度も目を合わせてもらえなかったと言う。愛娘のためにカラオケのレパートリーを増やしたいらしい。
UAAランカー戦の舞台にドーム球場を選び、素晴らしい歌声を披露。彼の歌はノーマルエンディングでも流れる他、シングルCDとしてグラスホッパー・マニファクチュアのホームページで販売されている。
モデルは俳優のチャールズ・ブロンソン。
シノブ（Shinobu） 第8位
声：キンバリー・ブルックス/喜多村英梨
サンタデストロイのハイスクールに通う女子高生。白いアフロヘアーに褐色の肌を持つ。18歳。
武器は日本刀だが、女子高生らしくストラップなどで飾り立てられている。学園では素性を隠しているためトラヴィスが訪れた際自分の正体を知った人間を皆殺しにしてからランカー戦に挑んでいる。武士道精神を重んじており、外見の割に言葉遣いも古めかしい。ソニックソードと呼ばれる、真空波のような飛ぶ斬撃を操る。
本名はスカーレット・ジェイコブス。トラヴィスが師と仰ぐプロレスラーの実の娘であり、ビーム・カタナで殺された事からトラヴィスを仇だと思い込んでいた。トラヴィスに敗れ、右腕を斬られる（日本版、ドイツ版以外では斬り落とされる）も命は助けられる。クライマックスではトラヴィスの危機に駆け付けた。次回作以降もレギュラーとして登場する。
デストロイマン（Destroyman） 第7位
声：ジョシュ・キートン/坂口候一
筋骨隆々の、アメリカンヒーローのような体型の男。普段はあるお堅い職業に勤めているが、アメリカン・スーパーヒーローになりきって殺し屋活動に勤しむという裏の顔も持つ。31歳。
変身前はいたって腰が低いのだが、FSXコンバータと呼ばれる装置によってデストロイマンに変身するや、尊大な口調に変わる。ヒーロー然とした風体でありながら姑息で卑怯な性格であり、騙し討ちも厭わない。「デストロイビーム」、「デストロイスパーク」、「デストロイキャノン」といった必殺技で攻撃を仕掛ける。
敗北後も命乞いで油断させた所を騙し討ちしようと目論むも、あっさり見破られ、縦に両断されて死亡する。しかし次回作以降もサイボーグ化して度々復活し、毎度のように握手を装った騙し討ちを仕掛けて来る。
モデルはジョシュ・バーネット。
ホリー・サマーズ（Holly Summers） 第6位
声：キム・マイ・ゲスト/折笠富美子
モデル業を生業とする女殺し屋。年齢不詳。
セクシーな衣装に身を包んだ可憐な外見とは裏腹に、シャベルや小火器を使ったゲリラ戦法を得意とする。左足の義足には小型ミサイルが多数格納されており、悩ましいポージングと共にフィールド中にばら撒いてくる。
文学少女を自称する通り、詩的、文学的な言い回しを多用する。トラヴィスはとどめを刺そうとしなかったものの、結局最期は手榴弾を口に咥えて自決する。亡骸はトラヴィスによって浜辺の穴に埋葬された。彼女との戦いは、トラヴィスの心に変化をもたらす要因となる。日本版、ドイツ版以外では死亡時に頭部が吹き飛ぶ。埋葬されるシーンがある関係上、日本版とドイツ版でも死体が灰にならないキャラクターである。
レッツ・シェイク（Letz Shake） 第5位
声（レッツ・シェイク）：ディー・ブラッドリー・ベイカー/佐藤せつじ
声（Dr.シェイク）：フレッド・タタショア
緑色のモヒカンヘアと背中のギターが印象的な殺し屋。普段はパンクバンドのボーカルであるらしい。22歳。
Dr.シェイクという名前の巨大な地震発生装置を用いる。Dr.シェイクは巨大な円筒状のマシンに、カプセルに包まれたこれもまた巨大な脳がくっついているというもの。赤いスコープで照準を定めマグニチュード100の局地的大地震を起こして対象を殺害するという、大掛かりな戦闘スタイルの持ち主。…だったのだが、地震発生直前に乱入してきたヘンリーによってDr.シェイク共々斬り捨てられ、結局トラヴィスと戦う事なく死亡した。
Dr.シェイクの地震発生までのプロセスは、『宇宙戦艦ヤマト』の波動砲の発射プロセスをイメージしたものらしい。
ハーヴェイ・モイセイェヴィチ・ヴォロダールスキー（Harvey Moiseiwitsch Volodarskii） 第4位
声：ジェームズ・ホラン/遊佐浩二
表社会では世界的なマジシャンとして名を馳せる男。顔半分を隠すマスクをつけている。二人のアシスタントがおり、口癖は「イッツショータイム!」。年齢不詳。
武器は2本のステッキ型ビーム・カタナ。このほかにも、ハトを飛ばして攻撃したり、画面の上下を逆にするなどのトリッキーな戦法で戦う。トラヴィスがマジックを脱出すると何故か一緒になって観客に手を振る。最後は目を斬られて失明したまま、マジックのノコギリに掛けられて両断された。日本版、ドイツ版ではノコギリが当たる前に幕が下りて悲鳴が響く。
名前の頭文字だけとると「HMV」。
スピードバスター（Speed Buster） 第3位
声：ミッツィ・マコール/斉藤貴美子
スピードシティと呼ばれる廃墟に住む“魔女”。トラヴィスの師匠、サンダー龍と何らかの因縁があるようである。76歳という老齢なためか、最近痴呆気味らしい。
武器は買い物カートを変形させた砲台“バスターランチャー”。鶏をイメージした形状をしている。直接対決というよりは、バスターランチャーをかわしながら本人の元へ辿り着く特殊な戦闘となる。
バッドガール（Bad Girl） 第2位
声：キャサリン・フィオーレ/三瓶由布子
ロリータファッションで身を包んだ快楽殺人者。非常に凶暴で、粗野な言動をしており、加えてビール好きのおやじギャル。趣味はコスプレ。ドーム球場の地下で、次々出てくるクローン人間を殺し続けている。23歳。年上であるトラヴィスを「クソガキ」と呼び捨てる。
武器は木製バットであるが、これは「バッド（BAD）」と「バット（BAT）」、そして「バド（BUD）」をかけたトリプルミーニングである。
クローン人間を打ってぶつけてきたり、嘘泣きで不意打ちを仕掛けてくるなど、多彩な攻撃パターンを持つ。ピンチに陥ると酒を吹き付けたバットに火を点け、炎のバットを振り回して襲い掛かってくる。最後はビーム・カタナで貫かれながらもトラヴィスを殴り続け、「俺の負けだ」と告げられたことで満足気に力尽き、絶命した。
『TSA』の主人公の一人であるバッドマンは父親であり、バッドガール自身も同作で再登場する。
ダークスター（Dark Star） 第1位
声：スティーヴン・ブルーム/玄田哲章
森の奥の荒野に聳え立つ城に住む殺し屋。スーツ姿に、顔面全体を覆う兜を被っている。トラヴィスの父親を名乗るも直後にジーンによって殺害され、あっさり否定される。年齢不詳。
武器は兜に仕込んだ龍のように伸びるムチ状の巨大ビームカタナ。
モデルはダース・ベイダー。

### 関係者
シルヴィア・クリステル（Sylvia Christel）
声：ポーラ・ティソ/井上麻里奈
米国殺し屋協会（UAA）エージェントのフランス出身の女性で、トラヴィスを誘い入れた張本人。協会のランキング戦手配などを引き受ける、やり手の美女。24歳。
かなり強引な性格で、明らかにトラヴィスが払った費用の一部でエステに行ったりバカンスに出掛けたりクラブで踊ったりと、トラヴィスを焚き付ける一方で自身はかなり好き勝手に振舞っているが、何故か紛争地帯の戦闘に巻き込まれながら電話を寄越してきた事もある。決め台詞は「さあ、狂い咲きの園へ」で、同じ台詞を彼女の母も使用している。
最終戦直前、実は詐欺師であった事が明かされるがランキング戦は実際に行われており、トラヴィスを混乱させる。その後、このマッチメイクがトラヴィスの為に仕組まれたものであった事が明らかになる。ラストシーンではプレイヤーに向かって「続編は無い」と語るものの、同時に「TO BE CONTINUE」とも表示され、最後まで真実は曖昧なまま終わる。その後、実際に続編が発売され、『英雄たちの楽園』ではラストの台詞も変わっている。
モデルは女優のスカーレット・ヨハンソン。
ジーン（Jeane）
トラヴィスの愛猫。「ジーン」とはトラヴィスのかつての恋人の名前から取っている（後述）。生後2ヶ月。
常にモーテルでのびのびと過ごしており、ゲーム中では帰宅時にジーンと戯れることができる。しかしスピードバスターとの戦いではトラヴィスに付いてきてしまい、サンダー龍が命を落とす原因になってしまう。
ナオミ博士（Dr. Naomi）
声：ヴァネッサ・マーシャル/植竹香菜
トラヴィス専用のビーム・カタナ"椿"シリーズを開発した博士。切れ者で天才肌の美女だが、気性が荒く言葉遣いも乱暴。サンタデストロイに研究所をかまえ、武器の開発や研究をしている。
実は63歳という高齢であり、美の限界に挑戦するためにトラヴィスが払った料金でエステや美容整形に勤しんでいるらしい。
サンダー龍（Thunder Ryu）
声：ポール・ナカウチ/小山力也
元プロレスラーの日本人ヤクザで、トラヴィスに剣術や体術を教える師匠。腰に白鞘を携えている。「アレ」が口癖。51歳。
スピードバスターとの戦いで死亡してしまうが、以降も霊体化して変わらずトレーニングを付けてくれる。
ファイヤープロレスリングシリーズからのゲスト出演で、モデルはプロレスラーの天龍源一郎。
ランドル・ロビィコフ（Randall Lovicov）
声：フレッド・タタショア
サンタデストロイのゴールド街で一日中飲んだくれているオヤジ。43歳。人嫌い風で、諦めを含んだ話し方をする。彼の過去は謎に包まれているが、サンタデストロイ中に散らばっている『ロビィコフボール』を集めることで、多彩な技をトラヴィスに伝授してくれる。
ファイヤープロレスリングシリーズからのゲスト出演。
続編では登場しないが、その理由は『MHS2』の限定版に同梱されているアニメ『1.5』にて判明する。また同時にトラヴィスから師と仰がれている様子もうかがえる。
ビショップ・シダックス（Bishop Shudux）
声：マット・マーサー
トラヴィスの親友であり、近所のビデオショップ「ビーフヘッド」の店長。トラヴィスにプロレスのビデオを売ってくれるほか、電話一本でバイク「シュペルタイガー」を持ってきてくれる。
どうやら彼女がいるらしいが、メールに「死ね」と延々と書かれていたらしくやる気を無くし気味。
因みに店名は三池崇史監督作品『牛頭』からで、彼も「三池」と書かれたTシャツを着ている。
マスク・ド・UH（Mask de UH）
Tシャツショップ「エリア51」店長。モデルは実在する須田剛一の友人。
ジーン（Jeane）
声：カリ・ウォールグレン/能登麻美子
トラヴィスの元恋人。別れの日から会っていないが、トラヴィスは自室の電話脇に未だ写真を飾っており、愛猫に同じ名前を付けている。25歳。
だが実はトラヴィスの両親の仇であり、その正体はトラヴィスの異母妹。トラヴィスの両親を殺した動機、及びその過去は「レーティングに引っかかる（発売できなくなる）」ほど重く、早送り（規制音も込み）で語られることになる。
本作のラストボス。ランキング1位のダークスターとの戦いに乱入し、ダークスターを一撃で抹殺。ダークスターの持っていたビームカタナでバトルフィールドを作り、トラヴィスとの最後の死合を演じる。復讐の為に習った格闘技を使いこなし、トラヴィスがプロレス技を掛けようとしても逆に返されてしまう。
一時はトラヴィスを追い詰めるものの、シノブの加勢によって逆転され、最期は兄であるトラヴィスの手でとどめを刺された。「本当のエンディング」では同名の少女がシルヴィアに連れられて絵を眺めるという不可解なシーンが入るが、この「ジーン」と呼ばれた少女の正体は『TSA』で明かされる。
ヘンリー（Henry）
声：クイントン・フリン/小西克幸
トラヴィスのライバルで、謎めいたキャラクター。十字型のビームカタナを使う。27歳。
本編中ではレッツ・シェイク戦に乱入し、レッツ・シェイクとDr.シェイクを瞬殺。トラヴィスとも戦う流れになるが、いつの間にか姿を消していた。一定の条件を満たした「本当のエンディング」では真のラストボスとして再び登場し、正体が明らかになる。
実はトラヴィスの双子の兄。同時にシルヴィアの元夫である。10年も前の学生時代に結婚したが、シルヴィアは浪費家な上に自身も稼ぎが少なく、飽きられている。
トラヴィスとはモーテルの駐車場で最後の死闘を繰り広げるも決着は付かず、二人がその後も戦い続けるという打ち切り漫画のような形で物語は一旦の幕となる。
モデルはジョイ・ディヴィジョンのボーカルだったイアン・カーティス。

## その他

### ビーム・カタナ
ブラッドベリー
トラヴィスがネットオークションで落札したビーム・カタナ。初期装備。
椿
ナオミ博士が開発したビーム・カタナ。プロトタイプだが、バランスがよく非常に扱いやすい。
椿MK-II
ゲームが進行することで入手する「米軍のアレ」を入手後ナオミ博士に渡すと作ってもらえる。
変形型のビーム・カタナで、光刃が5本ついている。その様はまるで椿の花のようである。
威力は相当なモノだが、消費電力も重量もあるシロモノ。
椿MK-III
ゲームが進行することで入手する「日本刀」を入手後ナオミ博士に渡すと作ってもらえる。
これまでのビーム・カタナと違い、光刃が緑色である。
威力、扱いやすさ共に最強。また、エナジーセイビングパーツを購入すると充電が不要になる。

### ロビィコフボール
オレンジ色に光るボール。サンタデストロイ各地に落ちている。
7つ集めてロヴィコフのもとに行くと技を教えてもらえる。全49個。

### 乗り物
シュペルタイガー
トラヴィスの愛車であるモンスターバイク。サンタデストロイの街をこのバイクで走る。
車両形式T-65。総排気量3,700cc。全長3,946mm。全高1,530mm。全幅1,488mm。重量1050kg。乗車定員1名。最高速度・計測不能。

### バイト
職業不安定所で受注可能な表の仕事。実入りが少なく危険も無いとされるが、地雷撤去やサソリ駆除のような命懸けの仕事もある。
ココナッツ拾い
ヤシの木にローリング・ソバットを決めてココナッツを落とし、運ぶバイト。
芝刈り
芝刈り機で伸びた芝を刈るバイト。
ゴミ拾い
サンタデストロイの街に捨ててあるゴミを回収する。
ガソリンスタンド
ガソリンスタンドに来る車に給油する。給油の適量を守らなければならない。
地雷撤去
地雷センサーを用いて、サンタデストロイの砂浜にある地雷を撤去する。
グラフィティ・クリーニング
サンタデストロイの街の建物に描かれているラクガキを落とす。
ニャンニャン
サンタデストロイの街で逃げたネコをつかまえる。
サソリ駆除
アトミックドロップ地区にいるサソリを駆除する。サソリに刺された場合は、毒がまわらないうちに血清を打つ必要がある。
バイクジャンプ
サンタデストロイの海岸近くにあるジャンプ台からバイクで大ジャンプする。

## スタッフ
- 須田剛一（ディレクター、シナリオ）
- 木村祥朗（プロデューサー）
- 和田康宏（エグゼクティブプロデューサー）
- 高田雅史（サウンドデザイナー・コンポーザー）
- 福田淳（サウンドデザイナー）
- コザキユースケ（キャラクターデザイン）
- コヤマシゲト（武器・メカデザイン）
- OKAMA（ゲストデザイン、主人公が好きな魔女っ娘萌えアニメのキャラクターデザインを担当）

## 受賞歴
- IGN「BEST of 2008」においてWii Best Action及びBest Storyを受賞。
- GameSpotではBest Wii Gameを受賞、Game of the Yearにノミネート。
- SPIKE TV主催の「VIDEO GAME AWARDS 2008」において、Best Wii Games部門にノミネート[5]。
- G4主催の「X-Play Best of 2008 AWARDS」において、Most Original Game、Best Action/Adventure Game、Best Writing（最優秀シナリオ）、Best Original Soundtrack、Best New Characterの六部門にノミネートされた[6]。